# Circles (Film)
Circles (deutsch Kreise, Originaltitel: Krugovi) ist ein serbischer Anti-Kriegsfilm von Srđan Golubović aus dem Jahr 2013. Dem Film liegt eine wahre Begebenheit im Jahr 1993 zur Zeit des Bosnienkriegs zugrunde, bei der der junge Serbe Srđan Aleksić, dem Golubović seinen Film posthum widmete, durch sein selbstloses Eingreifen den Tod eines Menschen verhinderte und dabei selbst das Leben verlor. Daran anknüpfend beschreibt der Film das Ringen der Protagonisten um Schuld, Rache und mögliche Versöhnung zwölf Jahre nach dem Vorfall. Die Montage des Films stammt vom kurz nach Fertigstellung des Projekts verstorbenen Schnittmeister Marko Glušac.

## Handlung
Marko, ein serbischer Soldat, ist ein aufrechter und engagierter junger Mann, der mit der hübschen Nada liiert ist. Ihre Zukunftspläne finden ein jähes Ende, als Marko dem muslimischen Kioskbesitzer Haris zur Hilfe eilt. Dieser wird vom serbischen Offizier Todor und zwei weiteren Soldaten auf dem belebten Marktplatz von Trebinje misshandelt, weil er Todors Zigarettenmarke nicht mehr vorrätig hat. Marko schreitet ein und kann den Gewaltexzess gegen Haris beenden, wird aber dabei zu Tode geprügelt. Sein Freund, der Arzt Nebojša, schaut den Geschehnissen aus sicherer Entfernung zu und greift selbst nicht ein.
Zwölf Jahre nach dem Ende des Krieges schließen sich die Kreise um den Protagonisten. Markos Vater Ranko lebt und arbeitet immer noch in Trebinje. Er fragt sich, ob der Tod seines Sohns angesichts der Kriegsgräuel umsonst gewesen sei. Um sich von seinem Schmerz abzulenken, baut er gemeinsam mit einem Jugendlichen auf einem Hügel oberhalb der Stadt eine alte Kirche auf, die durch den Bau eines neuen Wasserkraftwerks zerstört werden wird. Eines Tages steht Bogdan auf der Baustelle – der Sohn einer der drei Täter. Er weiß zunächst nicht, warum Ranko ihn von der Baustelle verjagt. Er gerät mit seiner Mutter in einen Streit, die – im Wissen um die Tat – nicht will, dass er dem alten Mann hilft. Doch Bogdan erscheint immer wieder und lässt sich Tag für Tag von Ranko verscheuchen. Durch so viel Beharrlichkeit beeindruckt, darf er eines Tages beim Wiederaufbau mithelfen. Es entsteht eine Freundschaft zwischen den beiden, nachdem Ranko erkennen muss, dass auch Bogdan mit seinem Vater durch den Krieg ein Familienmitglied verloren hat. Als Bogdan einen Arbeitsunfall erleidet, kümmert sich Ranko liebevoll um ihn. Auf dem Weg zurück in die Stadt bezeichnet er ihn schlussendlich sogar als seinen Sohn.
Nebojša arbeitet in Belgrad nach wie vor als Arzt und trifft unvermittelt auf Todor, der nach einem Unfall schwerverletzt in seine Klinik eingeliefert wird. Er operiert ihn, macht ihm aber auch deutlich, dass er sich einem weiteren Eingriff unterziehen muss, der über sein Leben entscheiden wird. Zwischen den beiden Operationen kommt es zu mehreren Gesprächen zwischen den Männern. Nebojša ist von der Selbstgefälligkeit Todors erschüttert, der sich an den Vorfall erinnert, aber keinerlei Regung zeigt. Todor wirft Nebojša vor, seinerzeit nur feige zugeschaut zu haben und nun ein schlechtes Gewissen zu haben. Kurz darauf muss er feststellen, dass er Nebojša ausgeliefert und auf seine Hilfe angewiesen ist: Er ist der einzige Arzt, der den lebensrettenden Eingriff ausführen kann. Nebojša wiederum ringt mit sich und seinem hippokratischen Eid, führt die Operation aber schlussendlich durch. Als Todor wieder aus der Narkose aufwacht und erkennt, dass Nebojša seinen Freund Marko nicht gerächt hat, zeigt nun auch er endlich eine menschliche Regung, als eine Träne aus seinem Augenwinkel rinnt.
Haris arbeitet in Deutschland bei einem Automobilhersteller. Er lebt in Halle-Neustadt mit seiner Frau und den beiden Kindern in einem Plattenbau. Eines Tages wird er von Nada aufgesucht, die mit ihrem Sohn auf der Flucht vor ihrem Mann ist. Nach dem Tod Markos geriet sie in die Fänge eines gewalttätigen Zuhälters, von dem sie ein Kind empfing. Haris versucht, aus alter Verbundenheit zu seinem Lebensretter Marko der jungen Frau so gut es geht zu helfen. Er besorgt ihr eine Wohnung und verschafft ihr eine Arbeit in einem nahegelegenen Imbiss. Doch plötzlich steht ihr Mann vor seiner Tür und will den Jungen zurück. Er droht Haris, seine beiden Kinder zu entführen, wenn er ihn nicht den Weg zu Nadas Wohnung zeigt. Haris gelingt es in letzter Sekunde, Nada und ihren Sohn in einen Reisebus nach Bosnien zu setzen. Dort ist sie vor ihrem Mann sicher, der dort als Kriegsverbrecher gesucht wird. Seine Frau und seine Kinder schickt er zu seiner Schwiegermutter. Nadas Mann stellt Haris in seiner Wohnung zur Rede. Die Situation eskaliert und Haris wird erneut schwer misshandelt. Schlussendlich muss Nadas Mann erkennen, dass auch er ein Opfer des Krieges ist und verlässt weinend die Wohnung.
In seiner letzten Einstellung kehrt der Film zum Marktplatz im Jahr 1993 zurück. Nachdem Marko die drei Soldaten davon überzeugen konnte, von Haris abzulassen, verprügeln sie ihn nun so lange, bis er reglos auf dem Platz liegen bleibt und dort stirbt.

## Kritik
Für Tamara Danicic vom Bayerischen Rundfunk handelt es sich um eine „hochmoralische Tat, die ein junger Soldat mitten im Krieg mit seinem Leben bezahlt“ und als „Ausgangspunkt für ein vielschichtiges, emotionales Drama über Schuld und Vergebung“ dient.
Die Wochenzeitung der Freitag sieht in der Geschichte von Circles „die kleinen Kreise und Wellen, die der Stein ausgelöst hat“ und dabei durch die Bildung neuer Kreise „doch alle gemeinsam einer Art Erlösung“ zustreben.
Das Kinoportal kino.de kommt zu dem Schluss: „Ob Abschaum Abschaum bleibt und Feigling Feigling, Reuelosigkeit und schwere Gewissenslast nicht doch auch positive Veränderungen durchlaufen können, beantwortet Golubović anspruchsvoll, aber durchweg konziliant in Serbiens Kandidat für den Auslands-Oscar.“
Barbara Schweizerhof schreibt in der Berliner Morgenpost über den Film: „Es ist Sradans Golubovics atmosphärische Inszenierung, die ohne Pathos auskommt, und vor allem das nuancenreiche Spiel der Schauspieler, die trotz des ‚Abgezirkelten‘ der Handlung die Aufmerksamkeit fesselt und einen Aspekt des bis heute fortdauernden Traumas des Bosnienkriegs erfahrbar macht.“

## Uraufführung
Der Film wurde erstmals am 18. Januar 2013 auf dem Sundance Film Festival in den USA gezeigt. In Deutschland fand die Premiere am 11. Februar 2013 anlässlich der Berlinale statt. Circles wurde darüber hinaus auf mehr als zehn Filmfestivals aufgeführt, darunter unter anderem:
- Belgrade Film Festival, Serbien
- Hong Kong International Film Festival
- Seattle International Film Festival, USA
- Jerusalem Film Festival, Israel
- Film by the Sea Film Festival, Niederlande
- Jameson Cinefest International Film Festival, Ungarn.

## Auszeichnungen (Auswahl)
- 2013: Preis der Ökumenischen Jury, 63. Internationale Filmfestspiele in Berlin[9]
- 2013: Goldene Aprikose, Internationales Filmfestival „Goldene Aprikose“, Armenien[10]
- 2013: Grand Prix, Cineast Festival, Luxemburg[11]
- 2013: Publikumspreise auf dem Sarajevo International Filmfestival sowie dem Sofia International Filmfestival
- 2013: Beste Regie auf dem Wiesbaden International Film Festival – Go East